# ワイルズ (小惑星)
ワイルズ (9999 Wiles) は小惑星帯に位置する小惑星である。パロマー天文台のトム・ゲーレルスとライデン天文台のファン・ハウテン夫妻が発見した。
「フェルマーの最終定理」を証明したイギリスの数学者、アンドリュー・ワイルズに因んで命名された。